# Liste der Bundeswehrstandorte in Mecklenburg-Vorpommern
Die Liste der Bundeswehrstandorte in Mecklenburg-Vorpommern zeigt alle derzeit aktuellen Standorte, in denen Einheiten oder Posten der Bundeswehr im Bundesland Mecklenburg-Vorpommern stationiert sind. Verlegungen der Einheiten zu anderen Standorten, Umbenennung und Auflösungen sowie Schließungen von Liegenschaften bzw. Standorten, sind in Klammern beschrieben. Die Abkürzungen, welche in Klammern hinter der jeweiligen Dienststelle bzw. Teilen von einer solchen aufgeführt sind, kennzeichnen die Zugehörigkeit zur jeweiligen Teilstreitkraft bzw. zum jeweiligen Organisationsbereich und stehen für:
1. Teilstreitkräfte und Zentrale Organisationsbereiche:
Heer (H),
Luftwaffe (L),
Marine (M),
Streitkräftebasis (SKB),
Cyber- und Informationsraum (CIR),
Zentraler Sanitätsdienst (ZSan).
2. Organisationsbereich Ausrüstung, Informationstechnik und Nutzung (AIN).
3. Organisationsbereich Personal (P).
4. Organisationsbereich Infrastruktur, Umweltschutz und Dienstleistungen (IUD).
Die Abkürzung ZMZ steht für die Zivil-Militärische Zusammenarbeit. Verbindungs-Dienststellen der ZMZ sind teilaktiv. Sie werden durch einen Stabsoffizier geführt, welcher als Vertreter der Bundeswehr im Kreis bzw. im Regierungsbezirk fungiert. Er ist mit dem Truppenausweis als Dienstausweis ausgerüstet.
Die Liste enthält außerdem Standorte, die von der Bundeswehr wegen ihrer geringen Dienstpostenanzahl offiziell nicht mehr als „Bundeswehrstandort“ bezeichnet werden. Jedoch sind dort weiterhin Bundeswehrangehörige stationiert. Die Standorte verbleiben lediglich zu Informationszwecken in der Liste. Sie sind in der Auflistung mit dem Zusatz „weniger als 15 Dienstposten“ versehen.

## Standorte
- Bad Sülze
  - Recknitztal-Kaserne
    - Flugabwehrraketengruppe 24 (L)
    - Sanitätsversorgungszentrum Bad Sülze (ZSan)
    - weitere Dienststellen

- Cammin-Prangendorf
  - Graf-Yorck-Kaserne
    - Stabs-/Versorgungsstaffel Flugabwehrraketengruppe 21 (L)
    - 3./Flugabwehrraketengruppe 21 (L)
    - 4./Flugabwehrraketengruppe 21 (L)
    - weitere Dienststellen

- Cölpin
  - Abgesetzter Technischer Zug 352 - RRP 117 (L)
  - weitere Dienststellen

- Eggesin
  - Teile Bundeswehr-Dienstleistungszentrum Torgelow - Zentrale Materialerhaltung (IUD)

- Gnoien
  - Teile Flugabwehrraketengruppe 24 (L)

- Golchen
  - Munitionslager (SKB)

- Hagenow
  - Ernst-Moritz-Arndt-Kaserne
    - Panzergrenadierbataillon 401 (H)
    - Ausbildungs- und Unterstützungskompanie 401 (H)
    - 1./Versorgungsbataillon 142 (H)
    - 3./Versorgungsbataillon 142 (H)
    - Sanitätsversorgungszentrum Hagenow (ZSan)
    - weitere Dienststellen

- Kalkhorst
  - Radarstellung Kalkhorst
    - Abgesetzter Technischer Zug 356 (L)

- Kramerhof, OT Parow
  - Strelasund-Kaserne
    - Marinetechnikschule (M)
    - Sanitätsversorgungszentrum Kramerhof (ZSan)
    - weitere Dienststellen

- Laage
  - Fliegerhorst Laage
    - Taktisches Luftwaffengeschwader 73 „Steinhoff“ (L)
      - Fliegende Gruppe Taktisches Luftwaffengeschwader 73 „Steinhoff“ (L)
      - Technische Gruppe Taktisches Luftwaffengeschwader 73 „Steinhoff“ (L)

    - Systemzentrum 24 (L) (aus Trollenhagen, Zeitpunkt unklar)
    - Sanitätsversorgungszentrum Laage (ZSan)
    - Bundeswehrfeuerwehr Flugplatz (IUD)
    - weitere Dienststellen

- Marlow
  - Marinefunksendestelle (M)

- Neubrandenburg
  - Tollense-Kaserne
    - Stab Panzergrenadierbrigade 41 (H)
    - Stabs-/Fernmeldekompanie Panzergrenadierbrigade 41 (H)
    - 5./Feldjägerregiment 1 (SKB)
    - Heeresmusikkorps Neubrandenburg (SKB)
    - Familienbetreuungszentrum Neubrandenburg (TerrFüKdoBw)
    - Sanitätsunterstützungszentrum Neubrandenburg (ZSan)
    - weitere Dienststellen

- Putgarten
  - Abgesetzter Technischer Zug 351 - RRP 117 (L)

- Rechlin (Prüfung Nutzungskonzept bis vrsl. Ende 2019)
  - Materialdepot Müritz (SKB)

- Rostock
  - Hanse-Kaserne
    - Marinekommando (M)
    - Teile MAD-Stelle 7

  - Marinestützpunkt Hohe Düne
    - Marinestützpunktkommando Warnemünde (M)
    - 1. Korvettengeschwader (M)
    - Teile Marinekommando (M)
    - Führungsunterstützungszentrum Marine (M)
    - Familienbetreuungszentrum Warnemünde (TerrFüKdoBw)
    - Sanitätsversorgungszentrum Rostock (ZSan)
    - Bundeswehrfeuerwehr Marinestützpunkt (IUD)
    - Teile Marinearsenal Arsenalbetrieb Kiel (AIN)

  - Bundeswehr-Dienstleistungszentrum Rostock (IUD)
  - weitere Dienststellen

- Sanitz
  - Siebenbuche-Kaserne
    - Stab Flugabwehrraketengruppe 21 (L)
    - 1./Flugabwehrraketengruppe 21 (L)
    - 2./Flugabwehrraketengruppe 21 (L)
    - weitere Dienststellen

- Schwerin
  - Werder-Kaserne
    - Landeskommando Mecklenburg-Vorpommern (SKB)
    - Familienbetreuungszentrum Schwerin (TerrFüKdoBw)

  - Karrierecenter der Bundeswehr (P)

- Stralsund (weniger als 15 Dienstposten)
  - weitere Dienststellen

- Torgelow
  - Ferdinand-von-Schill-Kaserne
    - Jägerbataillon 413 (H)
    - 2./Versorgungsbataillon 142 (H)
    - Sanitätsstaffel Einsatz Torgelow (ZSan)
    - Sanitätsversorgungszentrum Torgelow (ZSan)

  - Greifen-Kaserne
    - weitere Dienststellen

  - Bundeswehr-Dienstleistungszentrum Torgelow (IUD)

- Trollenhagen
  - Fliegerhorst Trollenhagen
    - Systemzentrum 24 (L) (Verlegung nach Laage geplant, Zeitpunkt unklar)
    - Ausbildungswerkstatt der Luftwaffe Trollenhagen (L) (soll aufgelöst werden)
    - Sanitätsversorgungszentrum Trollenhagen (ZSan)

- Utzedel
  - Kaserne Demminer Land
    - Betriebsstoffdepot (SKB)
    - Bundeswehrfeuerwehr Betriebststoffdepot (IUD)
    - weitere Dienststellen

- Viereck
  - Kürassier-Kaserne
    - Panzergrenadierbataillon 411 (H)
    - Ausbildungs- und Unterstützungskompanie 411 (H)
    - Panzergrenadierbataillon 908 (na) (H)
    - weitere Dienststellen

- Waren (Müritz)
  - Materiallager (SKB)

- Wolgast (weniger als 15 Dienstposten)
  - Peene-Werft
    - Marinearsenal – Technischer Systemservice (AIN)